# Raphaël Delaunay
Pour les articles homonymes, voir Delaunay.
Raphaël Émile Jean Delaunay est né le 9 avril 1870 à Tours (Indre-et-Loire) et décédé le 18 février 1917 à Paris.

## Biographie
Ancien interne des hôpitaux, il est pharmacien de 1re classe. Marié, il a trois filles.
Élu maire de Gien (Loiret), il se présente aux élections générales de la neuvième législature le 6 mai 1906. Il est élu au premier tour de scrutin par 8 405 voix contre 5 749 pour son concurrent, sur 16 053 votants.
Il devient donc député du Loiret de l'arrondissement de Gien et son élection est validée (A.S.O. de 1906, t2, p87).
Il est inscrit au Parti radical et fait partie de diverses commissions, et en particulier de celle de l'hygiène publique.
Le 24 avril 1910, il sollicite le renouvellement de son mandat de député. Il est battu par son concurrent au premier tour de scrutin. Il recueille 5 389 voix contre 9 263 voix sur 15 236 votants.
Il reprend alors ses activités de pharmacien à Montargis. Il partage ses activités et loisirs entre Montargis, Gien et son château de La Jouanne situé à Les Choux petite commune du Loiret proche de Gien.
Lors de la « Grande Guerre », il sert comme pharmacien aide-major de 1re classe.
Le 18 février 1917, à huit heures du matin, Raphaël Delaunay meurt subitement gare Saint-Lazare à Paris.

## Sources
- « Raphaël Delaunay », dans le Dictionnaire des parlementaires français (1889-1940), sous la direction de Jean Jolly, PUF, 1960 [détail de l’édition]